# Berlin-Gesundbrunnen (stacja kolejowa)
Berlin-Gesundbrunnen – stacja kolejowa w północnej części śródmieścia Berlina, w dzielnicy Gesundbrunnen, w okręgu administracyjnym Mitte, na przecięciu dwóch linii północ-południe z koleją obwodową, tuż przy centrum handlowym Gesundbrunnen Center Stacja obsługuje połączenia dalekobieżne, regionalne, S-Bahn oraz U-Bahn.
Pierwszy dworzec został otwarty w tym miejscu wraz z uruchomieniem ruchu pasażerskiego na kolei obwodowej, czyli 1 stycznia 1872. Od 1 grudnia 1877 zatrzymywały się na stacji również pociągi kolei północnej jadące do dworca Stettiner Bahnhof, której łącznica do kolei szczecińskiej przebiegała częściowo równolegle do kolei obwodowej. Tym samym Gesundbrunnen zaczął być stacją przesiadkową. 1 października 1891 pojawiły się na dworcu pierwsze pociągi podmiejskie z Dworca Szczecińskiego do Oranienburga. W latach 1895–1897 rozbudowano znacznie już przeciążony dworzec. Nowy dworzec posiadał trzy perony (dla kolei podmiejskiej, obwodowej i dalekobieżnej), jednocześnie przeniesiono również kolej szczecińską na łącznicę kolei północnej. Projektantem neogotyckiego budynku dworca był Arnim Wegner.
8 sierpnia 1924 zelektryfikowano tory kolei podmiejskiej prowadzące do Bernau, zaś 1 lutego 1929 – również kolej obwodową. W 1930 uruchomiono prowadzący do dworca odcinek linii metra D (dzisiejszej U8).
Po podziale Berlina dworzec znalazł się w części zachodniej i stracił na znaczeniu, zatrzymywały się na nim jedynie pociągi S-Bahn, zaś dalekobieżne skoncentrowano na Stadtbahn. W 1980 zamknięto cały zachodni odcinek kolei obwodowej, zaś w 1984 na kilka miesięcy zawieszono cały ruch kolejowy na stacji.
17 września 2001 pociągi kolei obwodowej w kierunku wschodnim powróciły na peron A, a wkrótce otwarto również połączenie w kierunku stacji Wedding. Kilka lat wcześniej postanowiono, że dworzec będzie służył ponownie pociągom dalekobieżnym. Wraz z przebudową peronów i wejść planowano wzniesienie budynku wejściowego, jednak ze względów oszczędnościowych i z powodu sporów kompetencyjnych zrezygnowano z niego. 